# Визи, Денмарк
Де́нмарк, Телема́к Визи (англ. Denmark Vesey; около 1767, Сент-Томас, Датская Вест-Индия — 2 июля 1822, Чарлстон, Южная Каролина) — раб-афроамериканец, спланировавший одно из самых крупных восстаний рабов в США. Информация о его планах дошла до властей, которые арестовали лидеров до того, как восстание смогло начаться. Визи и другие были осуждены, признаны виновными и казнены.
Многие активисты против рабства стали почитать Визи как героя. Во время Гражданской войны в США отменивший смертную казнь Фредерик Дуглас использовал имя Весси как боевой клич, чтобы сплотить полки афроамериканцев.

## Ранняя жизнь
О происхождении Денмарка нет достоверных сведений, хотя учёные предполагают, что он, возможно, родился на острове Сент-Томас (который в то время был датской колонией) или в Африке. Некоторые учёные считают, что он происходил из африканской этнической группы манде, хотя большинство склоняется к его происхождению из короманти.
Денмарк некоторое время трудился во французской колонии Сан-Доминго (ныне Гаити), а затем (в ещё довольно молодом возрасте) оказался в Чарльстоне, Южная Каролина, где Джозеф Визи держал его в качестве домашнего раба. 9 ноября 1799 года Денмарк выиграл 1500 долларов в городской лотерее. Он купил себе свободу и начал работать плотником. Несмотря на то, что на апрель 1816 года он был пресвитерианцем, Визи был соучредителем филиала Африканской методистской епископальной церкви в 1817 году. Церковь была временно закрыта белыми властями в 1818 году и снова в 1820 году.

## Заговор
Вдохновлённый революционным духом и действиями рабов во время Гаитянской революции 1791 года и разгневанный из-за закрытия африканской церкви, Визи начал планировать восстание рабов. О его восстании, которое должно было состояться в День взятия Бастилии 14 июля, в 1822 году, стало известно тысячам чёрных по всему Чарльстону и вдоль побережья Каролины. Визи и его группы рабов и свободных чернокожих планировали казнить как можно больше своих поработителей и временно освободить город Чарльстон и максимально возможное число рабов. Затем Визи и его последователи планировали отплыть на Гаити, чтобы избежать возмездия. Восстать готовились более 9000 чернокожих, хотя существуют большие сомнения в достоверности этой цифры.
Два раба, ненавидевших Визи, раскрыли властям его заговор. Власти Чарльстона обвинили 131 человека в участии в заговоре. В общей сложности 67 человек были осуждены и 35 из них повешены, включая Денмарка Весси.
Сэнди Визи, один из сыновей Денмарка, был доставлен, вероятно, на Кубу. Последняя жена Визи, Сьюзен, позже эмигрировала в Либерию. Другой сын, Роберт Визи, дожил до восстановления Чарлстонской Африканской методистской епископальной церкви в 1865 году. В ответ на панику среди белых в Чарльстоне в 1822 году был создан отряд муниципальной стражи из 150 человек.

## В художественной литературе
Главный герой романа Гарриет Бичер-Стоу «Дред, или Повесть о великом злосчастном болоте» (Dred, A Tale of the Great Dismal Swamp, 1856, русский перевод 1857) — беглый раб и религиозный фанатик, который помогает другим беглым рабам и замышляет восстание. Он сочетает в себе черты Денмарка Визи и Ната Тёрнера.
Биографии Визи посвящён роман Джона Оливера Килленса «Великое утро пробуждения» (Great Gittin' Up Morning: A Biography of Denmark Vesey, 1972).